# Stadion FK Baník Sokolov
Stadion FK Baník Sokolov – wielofunkcyjny stadion w mieście Sokolov, w Czechach. Obiekt może pomieścić 5000 widzów. Swoje spotkania rozgrywają na nim piłkarze klubu Baník Sokolov.
W dniach 29–30 lipca 1967 roku na stadionie odbyły się lekkoatletyczne Mistrzostwa Czechosłowacji.